# Efferia candida
Efferia candida är en tvåvingeart som beskrevs av Daniel William Coquillett 1893. Efferia candida ingår i släktet Efferia och familjen rovflugor. Inga underarter finns listade i Catalogue of Life.